# Список бригад и укрепрайонов, преобразованных в гвардейские за боевые заслуги во время Сталинградской битвы

Знак советской гвардии

Список бригад и укрепрайонов, преобразованных в гвардейские за боевые заслуги во время Сталинградской битвы — список соединений (бригада, укреплённый район) РККА ВС Союза ССР, преобразованных в гвардейские за мужество, героизм и боевые заслуги проявленные во время Сталинградской битвы.
Сталинградская битва проходила с 17 июля 1942 года по 2 февраля 1943 года. За это время в ней приняло участие большое количество частей и соединений РККА, ВМФ и НКВД СССР. Войсковые части и соединения, отличившиеся в ходе боёв с войсками вермахта и их союзников, были отмечены различными видами поощрений. Наиболее отличившиеся части и соединения были награждены орденами, наиболее удачно справившиеся с боевыми задачами при обороне или взятии населённых пунктов получали почётные наименования связанные с ними. Эти формы отличий вносились в именование частей и соединений (например 10-я Сталинградская ордена Ленина стрелковая дивизия внутренних войск НКВД СССР), но при этом их штатное расписание, состав или денежное довольствие военнослужащих не изменялись.
183 отличившихся части и соединения получили статус «Гвардейских» — таким образом Сталинградская битва оказалась самой многочисленной на присвоение этого звания битвой в Великой Отечественной войне. Всего за период войны звание гвардейских получили 68 танковых, 3 самоходно-артиллерийских, 41 механизированная и мотострелковая, 15 стрелковых, 20 воздушно-десантных, 42 миномётных, 76 артиллерийских (разных типов), 6 инженерных и 1 железнодорожная бригада. 1-й гвардейский укрепрайон так же включается в число бригад.
Для армий, корпусов или дивизий выход в «гвардию» сопровождался изменением штатного расписания (состава) части или соединения. Бригады же или приравненные к ним части, преобразуемые в гвардию, не получали подобных значимых изменений в штате или в материально-техническом обеспечении. При этом военнослужащие гвардейских бригад, кроме дополнения «гвардии» к званию (например, гвардии лейтенант), получали одноимённый нагрудный знак и дополнительное денежное довольствие (приказ Наркома Обороны СССР от 28 мая 1942 года). Например, командный состав гвардейских авиационных частей получал полуторные оклады, а рядовой состав — двойные. Кроме этого, воины-гвардейцы после пребывания в госпиталях возвращались в свои гвардейские части, а не в случайные. Получившие этот статус части и соединения получали гвардейские знамёна (приказы Наркома Обороны СССР № 308 от 18 сентября 1941 года и Наркома ВМФ № 10 от 18 января 1942 года, гвардейские корпуса и армии — приказом Наркома Обороны СССР № 232 от 16 июня 1943 года).
В апреле 1942 года был утверждён штат гвардейской стрелковой бригады (гв сбр). По составу вооружения и его количеству стрелки-гвардейцы не отличались от обычных стрелковых бригад. Существовало незначительное отличие в количестве личного состава: у гвардейской сбр — 4197 человек, а в обычной — 4172. Морские стрелковые бригады, изначально несколько отличавшиеся от стрелковых бригад более сильным пулемётным и менее сильным миномётно-пушечным вооружением, с лета 1942 года стали переводиться на штат гвардейских стрелковых бригад, без присвоения гвардейского звания. Морские стрелковые бригады формировались из личного состава военно-морского флота как стрелковые части и не являлись морской пехотой, а в форме отсутствовали элементы морской формы (тельняшки, бескозырки и тд). Все «сталинградские» гвардейские стрелковые бригады были направлены в 1943 году на формирование гвардейских стрелковых дивизий.
Для усиления РККА в обороне были созданы полевые укрепрайоны (ПоУр) — воинские части, включавшие от семи до четырнадцати пулемётно-артиллерийских или/и артиллерийско-пулемётных батальонов. При необходимости в состав укрепрайона дополнительно вводились сапёрные батальоны и батальоны противотанковых ружей. Один полевой укрепрайон мог заменить в обороне одну или несколько стрелковых дивизий. Принимавший участие в Сталинградской битве 76-й укрепрайон оказался единственным полевым укрепрайоном, преобразованным в гвардейский за всю Великую Отечественную войну.
С 16 апреля 1942 года в РККА стали создаваться истребительные бригады. Истребительные бригады были попыткой создать соединение обладающее мощной противотанковой составляющей: два батальона по 72 противотанковых ружья; артполк, включавший четыре 76-мм и 12 45-мм пушек; миномётный, танковый, инженерно-минные батальоны; рота автоматчиков. Полевые укрепрайоны и истребительные бригады стали эффективным средством уплотнения полосы обороны.
С августа 1941 года в танковых войсках РККА происходила замена танковых дивизий танковыми бригадами. В первом полугодии создавались разные по составу танковые бригады, предназначенные для самостоятельного ведения боевых действий и также в составе различных соединений. В июле 1942 года был принят единый штат танковых бригад, однако танковые бригады, принимавшие участие Сталинградской битве, были разнородными по составу и их переход на новую структуру продолжался в течение всей битвы по мере выхода из боёв на переформирование. Для поддержания действий танковых бригад в составе танковых корпусов с января 1942 года создавались мотострелковые бригады, которые потенциально отличались от стрелковых бригад высокой насыщенностью автотранспортом. В свою очередь, механизированные бригады отличалась от мотострелковых наличием танкового полка, что положительно сказывалось на возможности захвата и удержания ключевых участков фронта.

## Основные источники
- Основной источник при составлении списка: Сталинградская битва. Июль 1942 — февраль 1943: энциклопедия / Под ред. М. М. Загорулько. — 5-е изд., испр. и доп. — Волгоград: Издатель, 2012. — С. 740—741. — 800 с. — ISBN 978-5-9233-0797-9.;
- Наименования бригад приводятся по: Перечень № 7 Управлений бригад всех родов войск входивших в состав действующей армии в годы Великой Отечественной войны 1941—1945 гг / А. П. Покровский. — М.: Министерство обороны, 1956. — 131 с.
- Наименования укрепрайонов приводятся по: Перечень № 3 Полевые управления главных командований, управлений оперативных групп, оборонительных районов, укрепленных районов и районов авиационного базирования, входивших в состав действующей армии в годы Великой Отечественной войны 1941—1945 гг. / Покровский А. П.. — М.: Министерство обороны, 1966. — 88 с.

## Список
| Стрелковые бригады                              |                                                            |                                                |                 |                                                           |
| 93-я стрелковая бригада                         | 12-я гвардейская стрелковая бригада                        | полковник Трунин, Василий Фёдорович            | 1 марта 1943    | Обращена на формирование 92-й гв сд                       |
| 97-я стрелковая бригада                         | 13-я гвардейская стрелковая бригада                        | генерал-майор Тихомиров, Владимир Владимирович | 1 марта 1943    | Обращена на формирование 93-й гв сд                       |
| 143-я стрелковая бригада                        | 14-я гвардейская стрелковая бригада                        | полковник Русских, Иван Григорьевич            | 1 марта 1943    | Обращена на формирование 94-й гв сд                       |
| Морские стрелковые бригады                      |                                                            |                                                |                 |                                                           |
| 66-я морская стрелковая бригада                 | 11-я гвардейская стрелковая бригада                        | полковник Державин, Александр Дмитриевич       | 1 марта 1943    | Обращена на формирование 119-й гв сд                      |
| 154-я морская стрелковая бригада                | 15-я гвардейская стрелковая бригада                        | подполковник Мальчевский, Александр Иванович   | 1 марта 1943    | Обращена на формирование 119-й гв сд                      |
| Мотострелковые бригады                          |                                                            |                                                |                 |                                                           |
| 14-я мотострелковая бригада                     | 1-я гвардейская мотострелковая бригада                     | полковник Филиппов, Георгий Николаевич         | 8 декабря 1942  | завершила участие в боевых действиях 9 мая 1945 года      |
| 7-я мотострелковая бригада                      | 2-я гвардейская мотострелковая бригада                     | полковник Лебедь, Михаил Петрович              | 11 января 1943  | завершила участие в боевых действиях 9 мая 1945 года      |
| 31-я мотострелковая бригада                     | 3-я гвардейская мотострелковая бригада                     | майор Леонов, Михаил Павлович                  | 6 января 1943   | завершила участие в боевых действиях 11 мая 1945 года     |
| 24-я мотострелковая бригада                     | 4-я гвардейская мотострелковая бригада                     | подполковник Савченко, Василий Лукич           | 10 января 1943  | завершила участие в боевых действиях 9 мая 1945 года      |
| 22-я мотострелковая бригада                     | 5-я гвардейская мотострелковая бригада                     | полковник Потапенко, Владимир Степанович       | 15 января 1943  | переформирована в 32-ю гв мбр                             |
| 4-я мотострелковая бригада                      | 6-я гвардейская мотострелковая бригада                     | майор Щекал, Александр Михайлович              | 14 февраля 1943 | завершила участие в боевых действиях 3 сентября 1945 года |
| 38-я мотострелковая бригада                     | 7-я гвардейская мотострелковая бригада                     | генерал-майор Бурмаков, Иван Дмитриевич        | 1 марта 1943    | завершила участие в боевых действиях 9 мая 1945 года      |
| Механизированные бригады                        |                                                            |                                                |                 |                                                           |
| 36-я механизированная бригада                   | 7-я гвардейская механизированная бригада                   | подполковник Родионов, Михаил Иосифович        | 8 декабря 1942  | завершила участие в боевых действиях 3 сентября 1945 года |
| 59-я механизированная бригада                   | 8-я гвардейская механизированная бригада                   | генерал-майор Белый, Даниил Никитович          | 8 декабря 1942  | завершила участие в боевых действиях 3 сентября 1945 года |
| 60-я механизированная бригада                   | 9-я гвардейская механизированная бригада                   | подполковник Карапетян, Асканаз Георгиевич     | 8 декабря 1942  | завершила участие в боевых действиях 3 сентября 1945 года |
| 51-я механизированная бригада                   | 10-я гвардейская механизированная бригада                  | полковник Михайлов, Иван Борисович             | 9 декабря 1942  | завершила участие в боевых действиях 11 мая 1945 года     |
| 54-я механизированная бригада                   | 11-я гвардейская механизированная бригада                  | полковник Студеникин, Иван Васильевич          | 9 декабря 1942  | завершила участие в боевых действиях 11 мая 1945 года     |
| 55-я механизированная бригада                   | 12-я гвардейская механизированная бригада                  | полковник Пашков, Александр Фёдорович          | 9 декабря 1942  | завершила участие в боевых действиях 11 мая 1945 года     |
| 17-я механизированная бригада                   | 13-я гвардейская механизированная бригада                  | подполковник Аксенчиков, Павел Алексеевич      | 9 декабря 1942  | завершила участие в боевых действиях 14 апреля 1945 года  |
| 61-я механизированная бригада                   | 14-я гвардейская механизированная бригада                  | подполковник Пульянов, Захар Павлович          | 9 декабря 1942  | завершила участие в боевых действиях 14 апреля 1945 года  |
| 62-я механизированная бригада                   | 15-я гвардейская механизированная бригада                  | подполковник Липичев, Николай Петрович         | 9 декабря 1942  | завершила участие в боевых действиях 14 апреля 1945 года  |
| Танковые бригады                                |                                                            |                                                |                 |                                                           |
| 105-я танковая бригада                          | 8-я гвардейская танковая бригада                           | подполковник Бражников, Андрей Константинович  | 20 октября 1942 | завершила участие в боевых действиях 21 апреля 1944 года  |
| 133-я танковая бригада                          | 11-я гвардейская танковая бригада                          | майор Бубнов, Николай Матвеевич                | 8 декабря 1942  | завершила участие в боевых действиях 9 мая 1945 года      |
| 66-я танковая бригада                           | 12-я гвардейская танковая бригада                          | подполковник Лихачёв, Фёдор Михайлович         | 2 января 1943   | завершила участие в боевых действиях 11 мая 1945 года     |
| 67-я танковая бригада                           | 13-я гвардейская танковая бригада                          | полковник Голяс, Николай Петрович              | 2 января 1943   | завершила участие в боевых действиях 11 мая 1945 года     |
| 174-я танковая бригада                          | 14-я гвардейская танковая бригада                          | подполковник Шибанков, Василий Иванович        | 16 января 1943  | завершила участие в боевых действиях 11 мая 1945 года     |
| 216-я танковая бригада                          | 15-я гвардейская танковая бригада                          | подполковник Кожанов, Константин Григорьевич   | 8 декабря 1942  | завершила участие в боевых действиях 9 мая 1945 года      |
| 19-я танковая бригада                           | 16-я гвардейская танковая бригада                          | полковник Филиппенко, Николай Михайлович       | 8 декабря 1942  | завершила участие в боевых действиях 9 мая 1945 года      |
| 157-я танковая бригада                          | 17-я гвардейская танковая бригада                          | подполковник Шевцов, Андрей Семёнович          | 8 декабря 1942  | завершила участие в боевых действиях 9 мая 1945 года      |
| 62-я танковая бригада                           | 18-я гвардейская танковая бригада                          | майор Гуменюк, Даниил Кондратьевич             | 2 января 1943   | завершила участие в боевых действиях 9 мая 1945 года      |
| 87-я танковая бригада                           | 19-я гвардейская танковая бригада                          | подполковник Егоров, Александр Васильевич      | 29 декабря 1942 | завершила участие в боевых действиях 9 мая 1945 года      |
| 45-я танковая бригада                           | 20-я гвардейская танковая бригада                          | подполковник Жидков, Петр Кириллович           | 14 февраля 1943 | завершила участие в боевых действиях 3 сентября 1945 года |
| 69-я танковая бригада                           | 21-я гвардейская танковая бригада                          | капитан Гладченко, Сергей Кузьмич              | 14 февраля 1943 | завершила участие в боевых действиях 3 сентября 1945 года |
| 102-я танковая бригада                          | 22-я гвардейская танковая бригада                          | полковник Кошелев, Николай Васильевич          | 14 февраля 1943 | завершила участие в боевых действиях 3 сентября 1945 года |
| 54-я танковая бригада                           | 25-я гвардейская танковая бригада                          | полковник Поляков, Василий Михайлович          | 26 декабря 1942 | завершила участие в боевых действиях 9 мая 1945 года      |
| 130-я танковая бригада                          | 26-я гвардейская танковая бригада                          | полковник Нестеров, Степан Кузьмич             | 26 декабря 1942 | завершила участие в боевых действиях 9 мая 1945 года      |
| 121-я танковая бригада                          | 27-я гвардейская танковая бригада                          | полковник Невжинский, Михаил Васильевич        | 7 февраля 1943  | завершила участие в боевых действиях 9 мая 1945 года      |
| 235-я огнемётная танковая бригада               | 31-я гвардейская танковая бригада                          | полковник Бурдов, Денис Максимович             | 7 февраля 1943  | завершила участие в боевых действиях 13 апреля 1945 года  |
| 13-я танковая бригада                           | 32-я гвардейская танковая бригада                          | подполковник Гринкевич, Франц Андреевич        | 7 февраля 1943  | завершила участие в боевых действиях 3 сентября 1945 года |
| 56-я танковая бригада                           | 33-я гвардейская танковая бригада                          | полковник Бабенко, Иван Михайлович             | 7 февраля 1943  | завершила участие в боевых действиях 11 декабря 1943 года |
| 90-я танковая бригада                           | 41-я гвардейская танковая бригада                          | полковник Малышев, Михаил Иванович             | 1 марта 1943    | завершила участие в боевых действиях 3 сентября 1945 года |
| Истребительные бригады                          |                                                            |                                                |                 |                                                           |
| 5-я истребительная бригада                      | 1-я гвардейская истребительная бригада                     | полковник Зубков, Семен Васильевич             | 20 июня 1943    | завершила участие в боевых действиях 9 мая 1945 года      |
| Инженерные бригады специального назначения      |                                                            |                                                |                 |                                                           |
| 16-я инженерная бригада специального назначения | 1-я гвардейская инженерная бригада специального назначения | подполковник Иоффе, Михаил Фадеевич            | 1 марта 1943    | переформирована в 1-ю гв мибр                             |
| Укрепрайоны                                     |                                                            |                                                |                 |                                                           |
| 76-й укрепрайон                                 | 1-й гвардейский укрепрайон                                 | полковник Саксеев, Пётр Иванович               | 4 мая 1943      | завершил участие в боевых действиях 9 мая 1945 года       |

## Комментарии
1. ↑  1-й гв ур, кроме Сталинградской битвы, особенно отличился в боях у озера Балатон[7]
2. ↑  Постановление ГКО № 1607сс
3. ↑  Сокращения приведены по: Список сокращённых обозначений // Перечень № 7 Управлений бригад всех родов войск входивших в состав действующей армии в годы Великой Отечественной войны 1941—1945 гг / А. П. Покровский. — М.: Министерство обороны, 1956. — С. 5—6. — 131 с.